# Ugerløse
Ugerløse is een plaats in de Deense regio Seeland, gemeente Holbæk, en telt 961 inwoners (2008).